# ملكية الذات

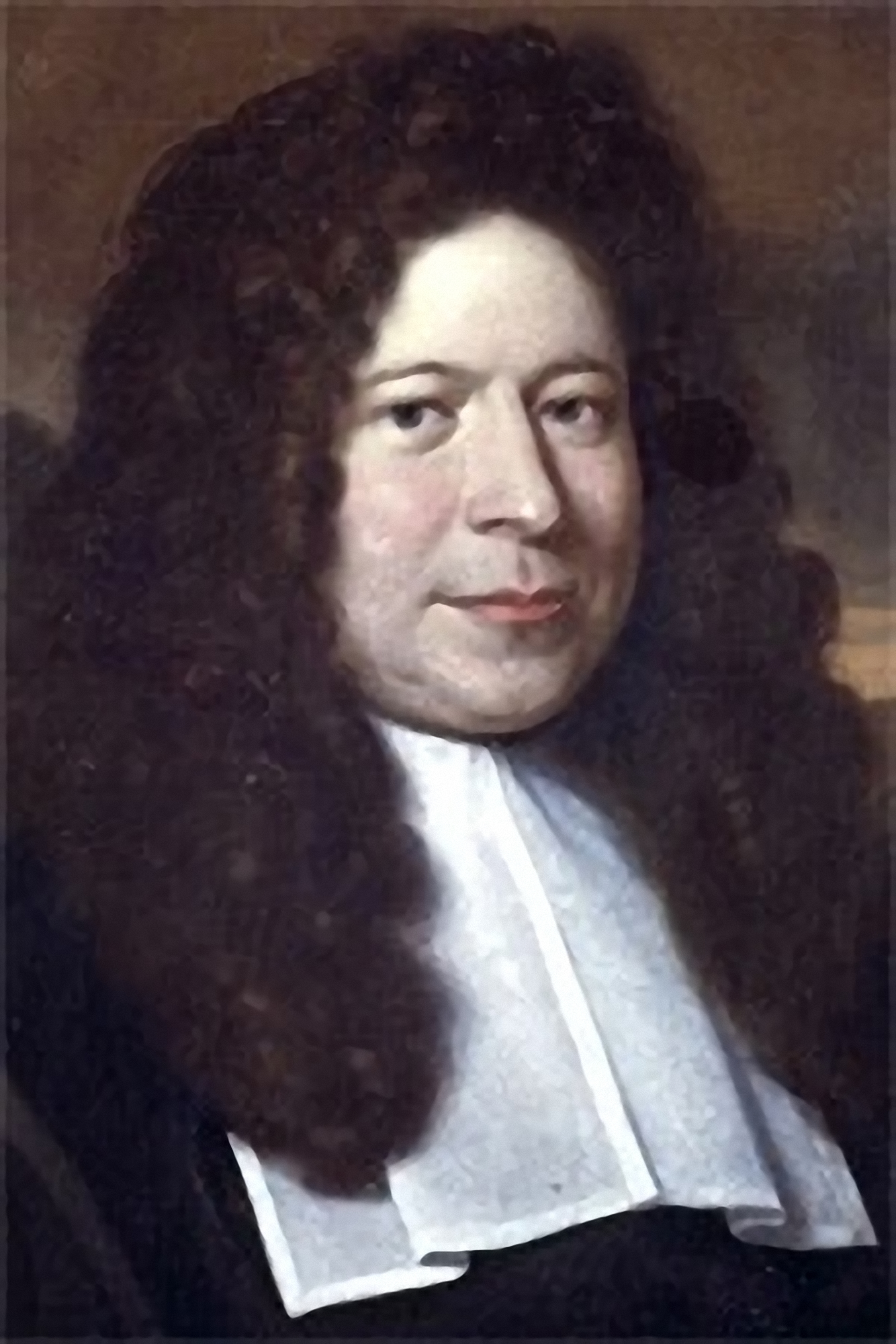
يوهانس فويت، قاضي حقوقي نيدرلانديشر

ملكية الذات، والتي تعرف أيضًا بسيادة الفرد أو السيادة الفردية، هي مفهوم امتلاك الشخص لنفسه، والتي يُعبر عنها على أنها الحق الأخلاقي أو الطبيعي للفرد في أن يتمتع بالسلامة الجسدية وأن يكون هو المراقِب الحصري لجسده وحياته. تعد الملكية الذاتية فكرة مركزية في العديد من الفلسفات السياسية التي تؤكد على مبدأ الفردانية، مثل الليبرتارية والليبرالية واللاسلطوية.

## قضايا تعريفية

### الذات
فُحصت المناقشة المتعلقة بحدود الذات فيما يتعلق بالملكية والمسؤولية بواسطة الباحث القانوني مائير دان كوهين في مقالاته حول «قيمة الملكية والمسؤولية وحدود الذات». ينصب التركيز في هذا العمل على ظواهرية الملكية واستخدامنا المشترك للضمائر الشخصية حين نطبقها على كل من الجسد والممتلكات، ويمثل هذا الأساس الشعبي للتصورات والمناقشات القانونية حول المسؤولية والملكية. هناك رأي آخر يرى أنه يمكن التنازل عن ملكية العمل لأنه يمكن التعاقد مع شخص آخر لإتمامه، وبالتالي عزله عن الذات. من خلال هذا الرأي، فإن اختيار شخص ما لبيع نفسه طواعية إلى العبودية مصون أيضًا من خلال مبدأ الملكية الذاتية.

### أسواق العمل والملكية الخاصة
بالنسبة للفيلسوفة السياسية الأناركية ل. سوزان براون: «إن الليبرالية والأناركية فلسفتان سياسيتان تركزان بشكل أساسي على الحرية الفردية، لكنهما يختلفان عن بعضهما بعضًا بطرق متناقضة تمامًا. تشترك الأناركية مع الليبرالية في التزامها بالحرية الفردية، لكنها ترفض علاقات الملكية التنافسية الخاصة بالليبرالية». تقول الدكتورة إيلين ميكسينز وود: «هناك مذاهب من الفردانية تعارض فردانية جون لوك. وقد تشمل الفردانية غير اللوكينية الاشتراكية». تمتد المفاهيم اليمينية الليبرتارية للملكية الذاتية إلى توسيع نطاق مفهوم الملكية الذاتية ليعتبر السيطرة على الملكية الخاصة كجزء من الذات. وفقًا لجيرالد كوهين: «ينص المبدأ الليبرتاري المتعلق بالملكية الذاتية على أن كل شخص يتمتع، ويقع على عاتقه وسلطاته، بحقوق كاملة وحصرية في التحكم واستخدام ذاته، وبالتالي لا يدين بأي خدمة أو منتج لأي شخص آخر لم يتعاقد معه على تقديمها له».
يقول الفيلسوف إيان شابيرو أن أسواق العمل تؤكد على مبدأ الملكية الذاتية لأنه إذا لم يتم الاعتراف بالملكية الذاتية، فلن يُسمح للناس ببيع حق استخدام قدراتهم الإنتاجية للآخرين. إذ يقول إن الفرد يبيع حق استخدام قدرته الإنتاجية لفترة وظروف محدودة، لكنه يواصل امتلاك ما يكسبه من جراء بيع الحق في استخدام تلك القدرة بل والقدرة ذاتها، وبالتالي يحافظ على السيادة على نفسه بالإضافة إلى المساهمة في الكفاءة الاقتصادية. هناك رأي منتشر داخل الليبرالية الكلاسيكية وهو أن الأفراد الواعين بسيادتهم الذاتية عادة ما يؤكدون حق الملكية الخاصة خارج نطاق الجسد، مستخدمين حجة أنه إذا كان شخص ما يمتلك نفسه فإنه يمتلك أفعاله، بما في ذلك الأفعال التي تخلق الموارد أو تحسنها، وبالتالي فهم يمتلكون عملهم ونتائجه.

يجادل الاقتصادي النمساوي لودفيج فون ميزس في كتابه «الفعل البشري» بأن أسواق العمل هي الاستنتاج العقلاني النابع من الملكية الذاتية، ويحتج بأن الملكية الجماعية للعمل تتجاهل اختلاف قيم العمل بين الأفراد:
«بالطبع يعتقد الناس أن هناك فرقًا جوهريًا بين المهام الملقاة على عاتق رفاق الكومنولث الاشتراكي وتلك الواقعة على العبيد أو العمال. ويقولون إن العبيد والعمال يكدحون من أجل استغلال رب العمل المستغل لهم. لكن يذهب إنتاج العمل في نظام اشتراكي إلى المجتمع الذي يعتبر الكادح نفسه جزءًا منه؛ هنا العامل يعمل لنفسه كما كان سابقًا بالفعل. ما يغفله هذا المنطق هو أن تحديد الرفاق الفرديين ومجموع الرفاق مع الكيان الجماعي الذي يحصد ناتج كل هذا العمل هو مجرد خيال. سواء كانت الغايات التي يسعى إليها العاملون في المجتمع تتفق أو تختلف مع رغبات وغايات الرفاق، فهي ذات أهمية بسيطة. الشيء الأساسي هو أن مساهمة الفرد في ثروة الكيان الجماعي ليست مطلوبة في شكل الأجور التي تحددها السوق».
ومع ذلك، يمكن أن يكون هناك رأي مدافع عن الملكية الذاتية يمكن أن يكون منتقدًا لفكرة الملكية الخاصة، وخاصة داخل الفرع الاشتراكي من الأناركية. إذ يقول الأناركي أوسكار وايلد:
«لأن الاعتراف بالملكية الخاصة قد أضر بالفعل الفردانية وشوّش عليها عن طريق الخلط بين الرجل وما يمتلكه. لقد أدى هذا بالفردية إلى الضلال التام. إذ جعلت المكاسب؛ وليس النمو أهدافها. لذلك ظن الإنسان أن الشيء المهم هو أن يمتلك، ولم يعرف أن الشيء المهم هو أن يكون. الكمال الحقيقي للإنسان يكمن ليس فيما يملكه الإنسان، ولكن فيما هو الإنسان. مع إلغاء الملكية الخاصة إذن، سيكون لدينا فردانية حقيقية وجميلة وصحية. لن يضيع الإنسان حياته في مراكمة الأشياء ورموز الأشياء. بل سيعيش الإنسان حياته. أن تعيش هو أندر شيء في العالم. معظم الناس يتواجدون فقط، هذا كل شيء».
يشير مفهوم عبودية الأجور في الأناركية إلى موقف يُعتبر عبودية شبه طوعية، حيث يعتمد رزق الشخص على الأجور، خاصة عندما يكون الاعتماد كليًا وفوريًا. إنه مصطلح ذو معنى سلبي يستخدم لرسم تشابه بين العبودية والعمل المأجور من خلال التركيز على أوجه التشابه بين امتلاك شخص وتأجيره. اُستخدم مصطلح «عبودية الأجور» لانتقاد الاستغلال الاقتصادي والتقسيم الاجتماعي، حيث ينظر إلى الأول بشكل أساسي على أنه مساومة غير متكافئة بين العمل ورأس المال (لا سيما عندما يتقاضى العمال أجور منخفضة نسبيًا، مثل المصانع المستغلة للعمال)، وإلى الثاني كافتقار إلى الإدارة الذاتية للعمال، وتحقيق خيارات العمل ووقت الفراغ في الاقتصاد. مع ظهور الثورة الصناعية، قام مفكرون مثل بيير جوزيف برودون وكارل ماركس بتوضيح المقارنة بين العمل بأجر والعبودية في سياق نقد للممتلكات المجتمعية غير المخصصة للاستخدام الشخصي النشط، بينما أكد لوديتس أن اللاأنسنة حدثت عن طريق الآلات. أدانت إيما جولدمان «عبودية الأجور» بقولها الشهير: «الفرق الوحيد هو أنك استأجرت عبيدًا بدلًا من استخدام عبيدك الدائمين».
قام علماء داخل اليسار الليبرتاري مثل هيليل شتاينر، بيتر فالينتين، فيليب فان باريجس، مايكل أوتسوكا وديفيد إليرمان بترسيخ مبدأ المساواة الاقتصادية في المفاهيم الليبرالية الكلاسيكية الملكية المتمثلة في الملكية الذاتية والاستحواذ على الأراضي، إلى جانب وجهات النظر الجيولوجية أو الفيزيائية بشأن ملكية الأرض والموارد الطبيعية (مثل جون لوك وهنري جورج). يرى اليساريون الليبرتاريون أن الموارد الطبيعية في العالم لم تكن مملوكة في البداية، أو كانت مملوكة للجميع بالتساوي، وأنه من غير المشروع أن يطالب أي شخص بالملكية الخاصة الحصرية لهذه الموارد على حساب الآخرين. مثل هذا الاستخدام الخاص لا يكون مشروعًا إلا إذا كان باستطاعة الجميع تخصيص مبلغ مساوٍ، أو إذا تم فرض ضرائب على من يرغبون في خصخصة المزيد لتعويض الذين تم استبعادهم من الممتلكات التي كانت ذات يوم ملكية مشتركة. يعد هذا الموقف مناقضًا لموقف ليبرتاريين آخرين والذين يدافعون عن الحق في تخصيص أجزاء من العالم الخارجي بناءً على الاستخدام الكافي، حتى لو أسفر هذا الاستثمار عن نتائج غير متكافئة. يدعم بعض الليبراليين اليساريين من نوع شتاينر-فالينتين شكلًا من أشكال إعادة توزيع الدخل على أساس المطالبة بأن لكل فرد حق الحصول على حصة متساوية من الموارد الطبيعية.